# Gorgonzola
El gorgonzola es un queso italiano de mesa, de pasta cremosa y untuosa, hecho con leche entera pasteurizada de vaca que se presenta en dos variedades: dulce y picante. La existencia de este queso se conoce desde la Edad Media, aunque solo fue en el siglo XI cuando comenzó a tener el aspecto enmohecido que posee en la actualidad. Se emplea frecuentemente como ingrediente en diversos platos de la cocina italiana.
Guarda cierta similitud con el queso roquefort francés o el Stilton inglés.

## Historia
El nombre proviene de la comuna de Gorgonzola, una pequeña ciudad cerca de Milán (Italia), lugar donde el queso fue documentado por primera vez en 1879; sin embargo, en la actualidad existe una disputa por la localización geográfica en otras ciudades y comarcas dentro de Italia. En el año 1996 se aprueba desde la Comisión europea que aparezca en la lista de productos DOP con Reg. Cee n.º 1107/96. En la ley aparecen enumerados la forma, el peso de aproximadamente 12 kg, el envoltorio de papel de aluminio todo ello forma parte de la Denominación de Origen Protegida con el nombre de "Gorgonzola". 
A nivel internacional, el gorgonzola cuenta con registro como denominación de origen, conforme al Sistema de Lisboa, ante la Organización Mundial de la Propiedad Intelectual, desde el 5 de mayo de 2014.

## Tipos
Existen dos principales variedades o tipologías de queso gorgonzola:
- Dulce, que presenta un aspecto cremoso y suave con sabor particular y característico ligeramente picante.
- Picante, con sabor más intenso y aromático y pasta mucho más consistente y quebradiza.

## Elaboración
Este producto se cura durante al menos 50 días para el tipo dulce y más de 80 días para el tipo picante. En su elaboración se añade a la leche de vaca pasteurizada el hongo Penicillium roqueforti  para su fermentación. En el proceso tradicional se añadían las bacterias Lactobacillus bulgaricus y Streptococcus thermophilus y sobre las esporas del moho el Penicillium glaucum. El proceso de curado del suero de leche se hace a baja temperatura, durante el cuajado se introducen unos pinchos para que en las cavidades de las perforaciones proliferen los mohos, dando así ese color marmolino de vetas azules. El producto final se cura durante un periodo de tres a cuatro meses, la duración del proceso dependerá de la consistencia final que se quiera dar a la pasta. Alargando el tiempo de curado, el queso se vuelve más firme.
El queso se produce en las provincias de Bérgamo, Brescia, Biella, Como, Cremona, Cuneo, Lecco, Lodi, Milán, Novara, Pavía, Varese, Verbania, Vercelli y de algunas comunas de la provincia de Alessandria (como puede ser Casale Monferrato). Todas ellas poseen la denominación de origen italiana y la europea.

## Valores nutricionales[4]
(valores medidos para 100 g)
- Energía: 314 kcal/kJ 1299
- hidratos de carbono: 0 g
- proteínas: 18 g
- Lípidos: 27 g
- Fósforo: 280 mg
- Calcio: 530 mg
- Vitaminas: A, B1, B2, B6, B12, PP.

## Usos gastronómicos
Gracias a su sabor peculiar e intenso, se emplea como ingrediente en diferentes platos de la cocina italiana. Por ejemplo se añade en la cocción final del risotto o se usa para preparar la salsa para la pasta. Forma parte de los ingredientes del tradicional plato denominado polenta. En ciertas ocasiones se añade a la pizza, por ejemplo con láminas de cebolla. No obstante, el uso más popular del queso es untado en un pan blanco italiano acompañado por unas hojas de endivia. Se emplea también como postre, tras una comida, junto con diversas frutas como peras o nueces.